# Rimado de Palacio
El Libro rimado de Palacio o simplemente Rimado de Palacio es una obra de Pedro López de Ayala fechada entre 1378 y 1403.

## Manuscritos

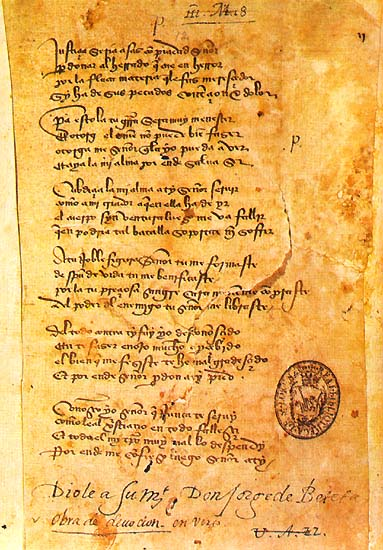
Manuscrito E del Rimado de Palacio

Se conserva en cinco manuscritos: manuscrito E (Biblioteca de El Escorial), el N (Biblioteca Nacional de España), el P y el C (Biblioteca Nacional de Francia) y el A (Biblioteca de la Real Academia Española en Madrid).
La primera edición moderna es de 1829, pues algunos fragmentos fueron incluidos en la "Historia de la Literatura Española" de Bouterwek.

## Estructura
La obra se ha dividido en dos partes:
1. La que antecede a la paráfrasis de los Morales de San Gregorio
2. La glosa de esta obra

También se ha estructurado en tres:
1. Invocación de la ayuda divina y confesión de pecados
2. Diatriba contra la sociedad de la época (tanto Iglesia como sociedad civil)
3. Glosa de Las Morales.

Una división más compleja advierte cuatro partes:
1. Larga exposición de los vicios y las virtudes simulando una confesión de sus propias faltas
2. Sátira de los defectos de todas las capas sociales de su tiempo y definición de su criterio de lo que debe ser el gobierno de un reino.
3. Una serie de poesías a Dios y la Virgen en las que aparece, como importante novedad, una religiosidad "íntima" que en el siglo XVI habría de constituir la literatura mística.
4. Una parte mucho más extensa dedicada a temas morales y religiosos tomando como fundamento los Morales de San Gregorio

Lo más común es admitir tres partes:
1. La más extensa, se abre con una invocación seguida de una introducción acerca de vicios, pecados y virtudes, que recuerda, en contenidos y estructura, catecismos de la época; tras esta confesión, sincera sólo en apariencia, Ayala pasa a una dura y violenta sátira contra la sociedad de su tiempo, que abarca a todos los estamentos, sin librarse la Iglesia ni el monarca. Ésta es la mejor parte de la obra, el realismo y las vivas y fuertes imágenes se combinan constantemente con las propias aportaciones del autor, en forma de consejos y sugerencias.
2. Más lírica y personal (tal vez la escribió preso tras Aljubarrota). Incluye invocaciones, ruegos, oraciones, súplicas de libertad y promesas de peregrinación.
3. Compuesta en los últimos años de su vida, vuelve a la cuaderna vía, incluye una glosa del L. de Job y otra de Las Morales de San Gregorio. Se caracteriza por la abstracción de su temática.

## Métrica
Se compone de unos 8.200 versos escritos en su mayor parte en cuaderna vía: 
- Hasta estrofa 705: cuaderna vía
- Versos 705-887: diferentes formas métricas ligeras y cantables. Formas galaico-portuguesas y provenzales, sextillas, redondillas y alejandrinos.
- Hasta el final de sus 8.220 versos: cuaderna vía.

También ensaya la copla real en dodecasílabos que tendrá gran éxito luego en el siglo XV en el famoso pasaje del Deytado sobre el Cisma de Occidente, que refleja su gran preocupación por la división de la Iglesia en el momento que llegó a haber tres papas: "La nave de Sant Pedro pasa grande tormenta, / e non cura ninguno de la ir a acorrer..." El canciller, por tanto, representa una cierta transición a los usos métricos del siglo siguiente.

## Temática y finalidad
Se trata de una extensa amalgama de asuntos morales, religiosos, sociales e incluso políticos. Se reduce a ser una prolongada diatriba contra los vicios de su época, así que su finalidad es didáctico-moral, pero el pretexto entremezcla la moralidad de tipo religioso con los consejos políticos. Es claro reflejo de las costumbres del hombre del siglo XIV, con consideración estamental de la sociedad. La parte dedicada a la crítica política es lo mejor de la obra, en la que afloran sarcasmo e ironía, pero su humor es siempre agrio, austero y moral: no reacciona ante el espectáculo de su tiempo con la despreocupada risa y la ambigua moral del arcipreste de Hita.

## Estilo
Usa un vocabulario directo y reiterativo. Hace gala de una enorme cultura, pero sus imágenes son sencillas:
Todas estas riquezas son niebla e roçío
honras e orgullos e aqueste loco brío:
échase hombre sano e amanesce frío,
ca nuestra vida corre como agua de río... (271)
Destaca el uso del diálogo.